# بن وایت
بن وایت (انگلیسی: Ben White؛ زادهٔ ۸ اکتبر ۱۹۹۷) بازیکن فوتبال اهل بریتانیا است و در پست مدافع برای آرسنال بازی می‌کند.
از باشگاه‌هایی که در آن بازی کرده‌است می‌توان به باشگاه فوتبال نیوپورت کانتی، باشگاه فوتبال لیدز یونایتد، باشگاه فوتبال برایتون اند هوو آلبیون، و باشگاه فوتبال پیتربورو یونایتد اشاره کرد.

## باشگاه
آرسنال
بن وایت اولین بازی اش برای آرسنال را در مسابقهٔ دوستانهٔ پیش فصل مقابل چلسی انجام داد